# 埃氏吻鱥
埃氏吻鱥（学名：Rhinichthys evermanni）为輻鰭魚綱鯉形目雅羅魚科的一個種，分布於北美洲美國奧勒岡州安魁河流域，體長可達11公分，棲息在岩石急流區，生活習性不明。